# Lucas de Vriese
Lucas de Vriese (Ieper, 1640 - Brugge, 1 december 1723) was een Zuid-Nederlands cisterciënzer.

## Levensloop
De Vriese werd cisterciënzer in de abdij van de Duinen in Brugge. Hij werd in 1699 tot abt verkozen en bleef dit ambt uitoefenen tot aan zijn dood.

## Werken (selectie)
- Litaniae lauretanae SS. Jesus et divi Bernardi, 1667
- Piae Nugae, behelzende dichten en handschriften.
- Metamorphosis angelica Mariana in ter mille figuras transformata, 1701, een verzameling van 3.000 anagrammen op het Ave Maria gratia plena, dominus tecum.